# قطعنامه ۱۸۹۵ شورای امنیت
قطعنامه ۱۸۹۵ شورای امنیت سازمان ملل متحد که در تاریخ ۱۸ نوامبر ۲۰۰۹ تصویب شد، سندی بین‌المللی دربارهٔ بررسی وضعیت در بوسنی و هرزگوین است. این قطعنامه طی نشست ۶۲۲۰ام با ۱۵ رای موافق، ۰ مخالف و ۰ ممتنع تصویب شد.